# Chiara Tabani
Chiara Tabani (Prato, 27 de agosto de 1994) é uma jogadora de polo aquático italiana, medalhista olímpica.

## Carreira
Tabani fez parte da equipe que conquistou a medalha de prata pela Itália nos Jogos do Rio de Janeiro, em 2016.